# Coremiocnemis
Genre
Coremiocnemis est un genre d'araignées mygalomorphes de la famille des Theraphosidae.

## Distribution
Les espèces de ce genre se rencontrent en Asie du Sud-Est et en Australie.

## Liste des espèces
Selon World Spider Catalog (version 14.0, 2013) :
- Coremiocnemis cunicularia (Simon, 1892)
- Coremiocnemis hoggi West & Nunn, 2010
- Coremiocnemis kotacana West & Nunn, 2010
- Coremiocnemis obscura West & Nunn, 2010
- Coremiocnemis tropix Raven, 2005
- Coremiocnemis valida Pocock, 1895

## Publication originale
- Simon, 1892 : Histoire naturelle des araignées. Paris, vol. 1, p. 1-256 (texte intégral).